# Kains memoarer
Kains memoarer är en roman av Lars Gyllensten utgiven 1963.

## Handling
Romanen har en ramberättelse med en utgivarfiktion, där delar av texten sägs härröra från upphittade skrifter från den gnostiska sekten Kainiterna som fanns århundradena efter Kristus födelse. Kainiterna ansåg att världen var ond och fylld av lidanden och att Gud, som har skapat världen, därmed också måste vara ond. Allt som är ont enligt Bibeln är i själva verket gott, menade de, och hyllade Kain och Judas Iskariot.
Boken är en samling sagor, noveller, aforismer och betraktelser som försöker återskapa Kainiternas försvunna skrifter och deras meningsfränder. Den anonyme berättaren är enligt baksidestexten "en raljant och illusionsfri resonör med ett mycket fritt förhållande till sanningen och med en mycket stor sympati för Kainiternas syn på världen".